# Ибаль-пи-Эль I
Ибаль-пи-Эль I — царь Эшнунны, правил в первой половине XIX века до н. э.

## Список датировочных формул Ибаль-пи-Эля I
|    | |
| a  | Год, когда Ибаль-пи-Эль захватил трон OIP 43 190 mu i-ba-al-pi-el giszgu-za bi-dab5-a |
| b  | Год, когда Ибаль-пи-Эль сделал для Тишпака стул инкрустированный слоновой костью и золотом OIP 43 111; UCP 10/1 36 mu i-ba-al-pi-el gu-za zu2 am-si ku3-sig17 gar-ra dtiszpak-ka ba-dim2 или mu i-ba-al-pi-el giszgu-za zu2 am-si ku3-sig17 gar-ra dtiszpak ba-dim2 |
| c  | Год, когда была изготовлена бронзовая притолока двери для целлы храма Тишпака OIP 43 115 mu sig7 igi ig zabar e2 pa-pah dtiszpak-ka ba-dim2 |
| d  | Год, когда была сделана для Тишпака эмблема в форме полумесяца, инкрустированная серебром и золотом OIP 43 116 mu giszszu-nir u4-sakar ku3-sig17 ku3-babbar gar-ra dtiszpak-ka ba-dim2                                                                              |
| e  | Год после года, когда эмблема была сделана OIP 43 117 mu us2-sa giszszu-nir ba-dim2 |
| f  | Год, когда бронзовое [изображание] бога реки Турнат (Диялы) было изготовлено для храма Тишпака OIP 43 119 mu urudu ddur-ul3 e2-dtiszpak-ka ba-dim2 |
| g? | Год, когда великолепные трон и помост, инкрустированные золотом и жемчугом из Мелуххи, [были сделаны] OIP 43 121 mu giszgu-za bara2 mah na4ab-ba me-luh-ha ku3-sig17 gar-ra                                                                                         |
| i  | Год, когда Ибаль-пи-Эль? умер OIP 43 112 mu i-ba-al?-i-el ba-ug7 |

| Династия Эшнунны        |                                                  |                        |
| Предшественник: Варасса | правитель Эшнунны 1-я половина XIX века до н. э. | Преемник: Ипик-Адад II |